# Иван Дюлгеров (футболист)
Иван Василев Дюлгеров е български футболист, вратар на молдовският  Шериф Тираспол.

## Кариера
Продукт на академията на Черно море, Дюлгеров става част от първия отбор като трети вратар през януари 2016 г., след напускането на Илия Николов. Той прави дебюта си в Първа лига за Черно море при победата с 3:1 като гост над Нефтохимик (Бургас) на 19 март 2017 г., като изиграва пълни 90 минути. През първото полувреме той получава жълт картон за нарушение срещу Иван Вълчанов в наказателното поле, но спасява дузпата на Галин Иванов. Впоследствие Дюлгеров печели наградата Играч на мача.

### Национален отбор
Дюлгеров е повикан за отбора на България до 18 г. за приятелския мач срещу Грузия до 19 г. на 11 юни 2017 г. Дебютира като резерва на Димитър Шейтанов. На 12 септември 2017 г. Дюлгеров дебютира за България до 19 г. в приятелски мач срещу Босна и Херцеговина до 19 г., а за България до 21 г. на 22 март 2019 г. в стартовата единайсеторка в приятелския мач срещу Северна Ирландия до 21 г.